# Impatiens langbianensis
Impatiens langbianensis är en balsaminväxtart som beskrevs av Tardieu. Impatiens langbianensis ingår i släktet balsaminer, och familjen balsaminväxter. Inga underarter finns listade i Catalogue of Life.